# Huset Sabah
Sabah är en dynasti som har styrt Kuwait sedan mitten av 1700-talet. Härskaren av Kuwait kallas emir och staten är en monarki. Familjen Sabah har dock hela makten.
En grupp arabiska beduiner från det inre av Arabiska halvön sökte vatten och slog sig ner i det område som nu är staden Kuwait. År 1756 utsågs Sabah ibn Jabir som folkets ledare.